# Rare (EP)
Rare (stiliseret som R A R E) er en EP af den danske popsangerinde Emilie Esther, der udkom den 16. oktober 2015 på Sony Music.
Emilie Esther vandt X Factor 2015 den 27. marts 2015 og udgav vindersinglen "Undiscovered". I august 2015 modtog singlen guld. I april 2015 tog Emilie Esther sammen med Remee til Los Angeles i USA, for at indspille en sang med produceren RedOne, som var præmien for at vinde X Factor. Resultatet af samarbejdet blev Emilie Esthers anden single, "Inescapable", og udkom den 8. juni 2015. Ifølge hende handler sangen om, "at det eneste jeg vil, er at synge, og nu gør jeg det. Det er en fortsættelse på min første single, hvor jeg havde muligheden for at vinde X Factor og havde muligheden for at gå i gang med i sangkarrieren. Den her nye sang handler om at, nu gør jeg det endelig – og det er det jeg gerne vil". Den 9. oktober 2015 udkom den tredje single "Hey Love" som handler om, "at man skal være sig selv, og at ingen skal bestemme eller fortælle hvad du skal gøre, hvis du ikke har lyst til det" ifølge Emilie Esther.

## Spor
| #  | Titel             | Sangskriver(e)                                            | Producer(e)                      | Længde |
| -- | ----------------- | --------------------------------------------------------- | -------------------------------- | ------ |
| 1. | "Rare"            | Remee, Anne Judith Wik, Ronny Svendsen, Nermin Harambasic |                                  | 4:02   |
| 2. | "RightNowForever" | Remee, Karen Poole, David Etherington, Jess Mills         |                                  | 3:27   |
| 3. | "Undiscovered"    | Poole, Remee                                              | Tore Nissen, Søren Vestergaard   | 3:10   |
| 4. | "Hey Love"        | Remee, Poole, Johannes Jørgensen                          |                                  | 3:58   |
| 5. | "Inescapable"     | RedOne, TinyIsland, Remee, Ameerah A. Roelants            | RedOne, TinyIsland, Trevor Muzzy | 3:43   |